# Лінотип

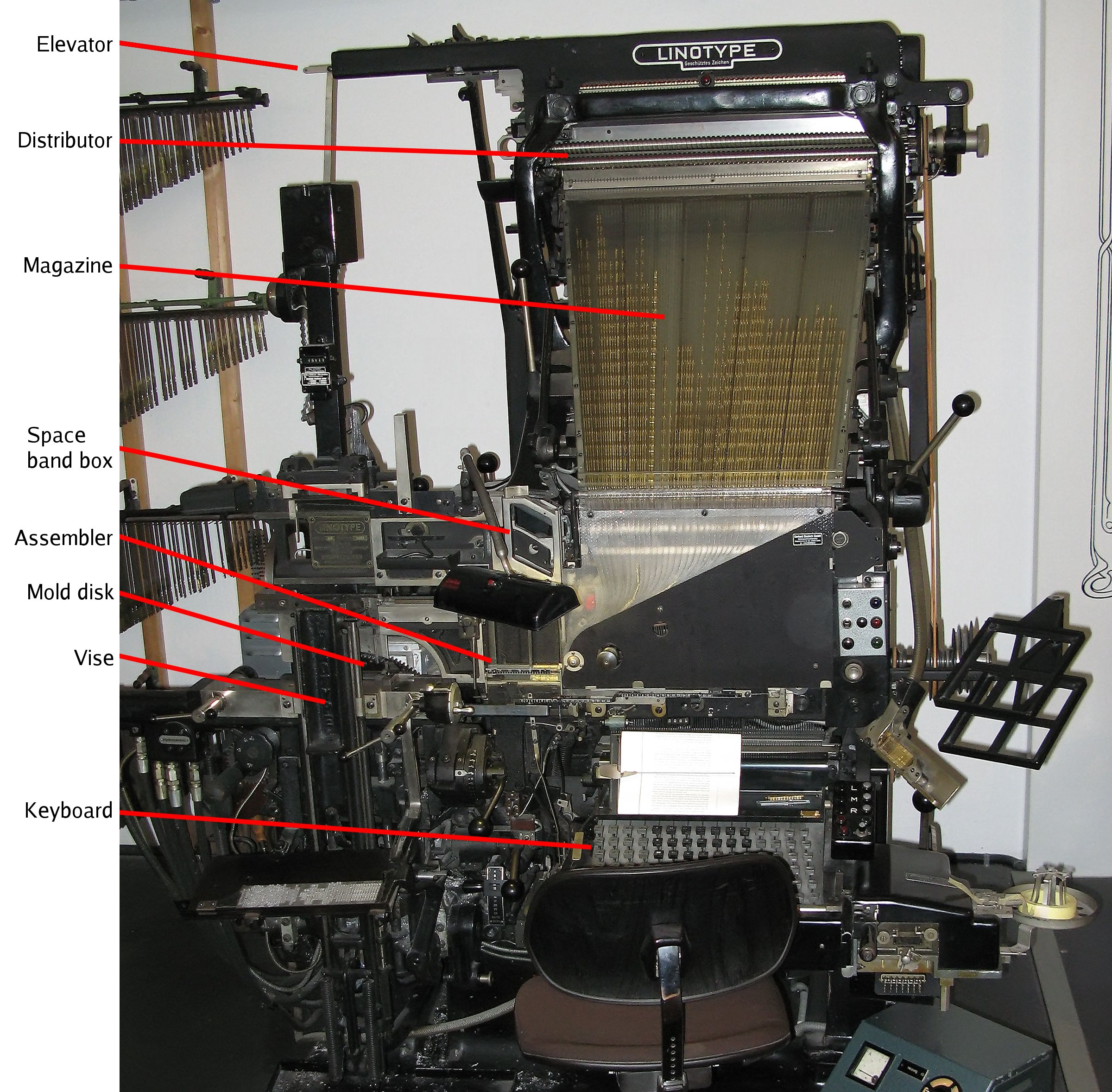
Лінотипна машина «Linotype» модель «6 c S Quick», Німеччина, (1965)

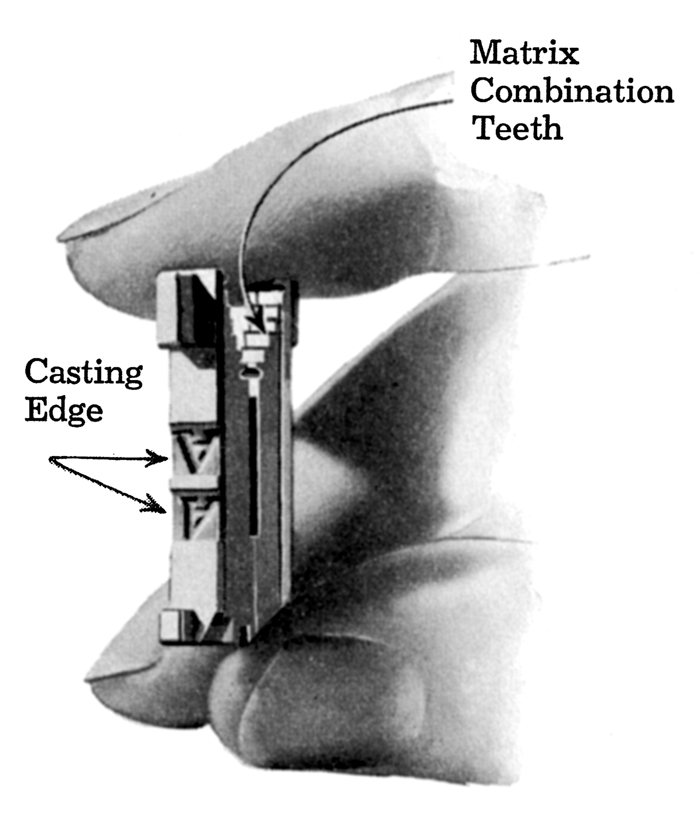
Лінотипна матриця

Лінотип (англ. Linotype, від англ. «line of type» — рядок літер) — складальна рядковідливна машина, яка складала й відливала суцільні рядки тексту.
Лінотип винайдений  1884 (патент отриманий 26 серпня 1884) німецько-американським інженером Оттмаром Мергенталером. Конструктивно лінотип складався з клавіатури, магазинів з наборами лінотипних матриць, верстатки, в якій формувалася рядок, і відливного апарата.

## Технологічний процес роботи на лінотипі
Лінотипіст (оператор лінотипа) за допомогою клавіатури набирав рядки тексту з окремих матриць, які розміщались у магазинах.

Клавіатура машини мала 90 клавіш, які розміщували в шести рядах по 15 одиниць в кожному. З лівого боку клавіатури розміщалась клавіша для шпаційних клинів. В лівій частині клавіатури розміщували рядкові літери, в центрі — знаки, шпації, цифри, в правій частині клавіатури розміщались заголовні літери.

Матриці виглядали як фігурні брусочки, на передніх бічних гранях яких були відштамповані одне або два шрифтових вічка, а на задніх — контрольне вічко, по якому лінотипіст міг читати складаний текст.

Магазин був спеціальним латунним сховищем, у верхньому і нижньому листах якого вифрезерувано 92 канали. На ділянках опускання матриць канали були розширеними; 90 каналів магазину відповідали числу літер, знаків, цифр і шпацій, розміщених на клавіатурі. Мала літера «о», яка найбільш часто використовується при складанні тексту, була розміщена в двох каналах магазину. Найбільше в кожному каналі магазину вміщувалася 21 матриця.

Шпаційні клини слугували для створення міжслівних проміжків і перемикання матрично-клинового рядка на заданий формат.
Набраний рядок слугував формою для отримання у відливному апараті лінотипа рядка з лінотипного (Лн) сплаву, хімічний склад якого включав: сурма 11–12 %, олово 4,2–4,8 %, решту свинець. Робоча температура сплаву в котлі була 275±5° С.
З відлитих рядків версталася друкарська форма, а матриці й клини, що становлять набірний рядок, автоматично поверталися у магазини лінотипа для повторного використання.
Лінотип широко використовувався у поліграфії до 1990-х років, доки не з'явилися технології фотонабору та комп'ютерного верстання.

## Основні відомості про складальні рядковідливні машини в СРСР
1932-го на Ленінградському (нині Санкт-Петербург) заводі точного машинобудування була виготовлена перша радянська складальна рядковідливна машина (СРМ) Н-1. Перед Другою світовою війною Ленінградський завод поліграфічних машин (так став називатись) почали виробництво машин Н-2.
З 1949 на заводі освоєний випуск машин Н-4, які отримали широке розповсюдження на радянських підприємствах і за кордоном.
У 1957—1958 почали виготовляти машини Н-7, Н-11 і Н-12. У 1958—1960 були випущені машини Н-8 і Н-9,а згодом на їх базі Н-14, Н-144 і Н-244, які суттєво дали можливість підвищити технологічні можливості виготовлення рядковідливного складання. Так як виробнича життєздатність СРМ достатньо велика, то поряд з машинами Н-14 і Н-15 на підприємствах експлуатувались ще Н-7 і Н-11. Машини моделей Н-14 (Н-7) становили близько 75 % складального парку, моделей Н-5 (Н-11) — близько 12 %. Умовно, продуктивність СРМ визначали числом обертів головного вала за хвилину, оскільки за один оберт валу проходило відливання одного сформованого рядка. Для прикладу, продуктивність машини Н-14 становила 8 рядків за хвилину при неперервному обертанні головного валу.

Продукція Ленінградського заводу поліграфічних машин мала великий попит у Радянському союзі та за кордоном. Машинам Н-14, Н-15 і Н-12 був присвоєний Державний знак якості.

З 1974-го Ленінградський завод поліграфічних машин розпочав серійний випуск складальних рядковідливних машин уніфікованого ряду «Россия», який включав шість моделей: Н-140, НА-140, Н-240, НА-240, Н-144 і Н-244. Машини маркували літерою Н (рос. наборная) і тризначним числом: перша цифра вказувала кількість розбірних апаратів, друга — кількість основних магазинів, третя — кількість бокових магазинів. Автоматичні рядковідливні машини маркували літерами НА, наприклад, НА-140, НА-240.
Для складання газет у друкарнях кожного районного центру були встановлені щонайменше по два лінотипи. Це, здебільшого, були моделі (впорядковано за модернізацією) Н-4, Н-7, Н-14 і Н-144. З точки зору механіки, лінотипи — досить складне поліграфічне обладнання. Їх обслуговування вимагало високофахового підготування. Цієї професії навчали переважно дівчат у спеціальних поліграфічних училищах впродовж двох років. В Українській РСР їх було шість: у Дніпропетровську, в Донецьку, у Києві, у Львові, в Одесі а також у Харкові.